# Miłowonka

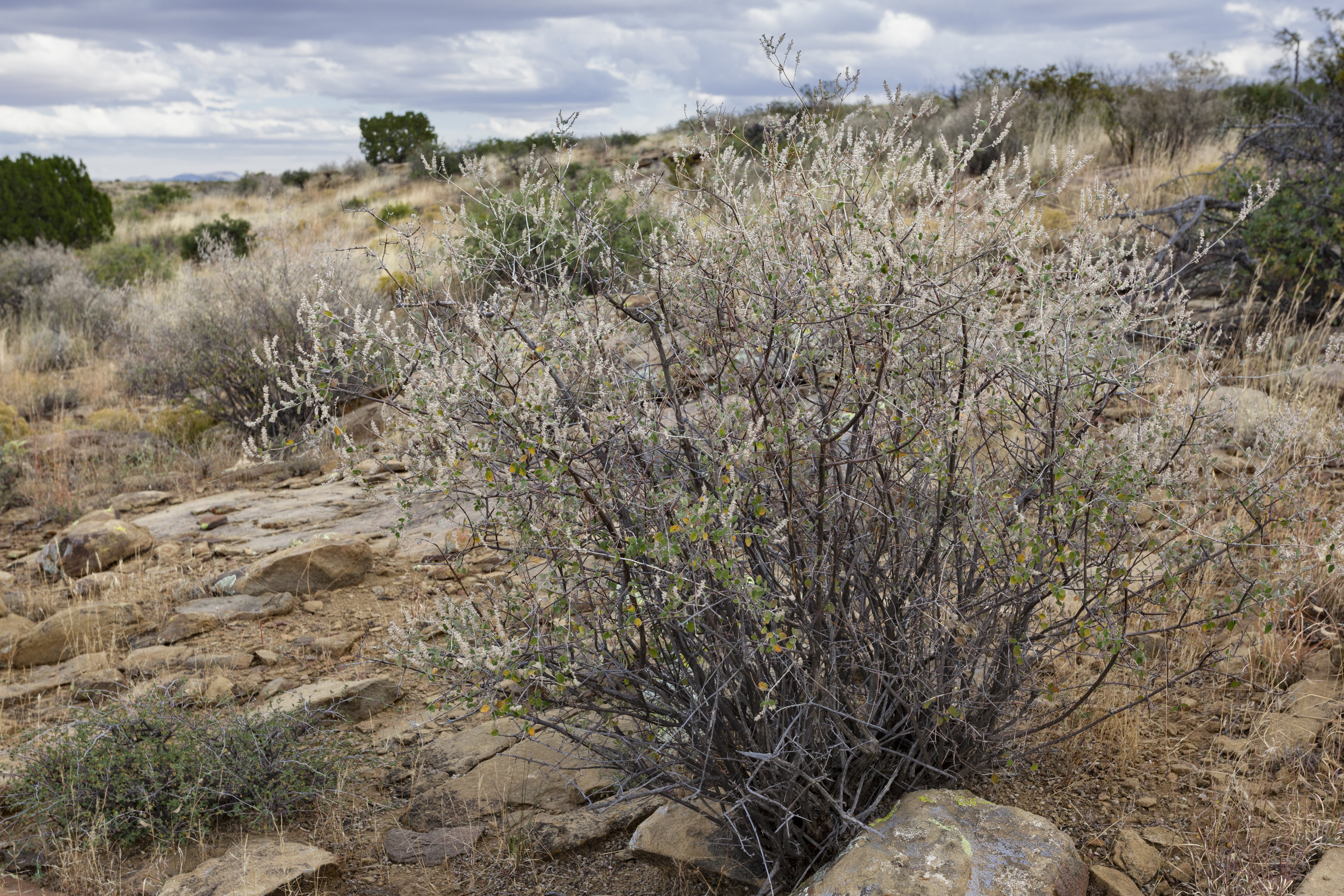
Aloysia wrightii

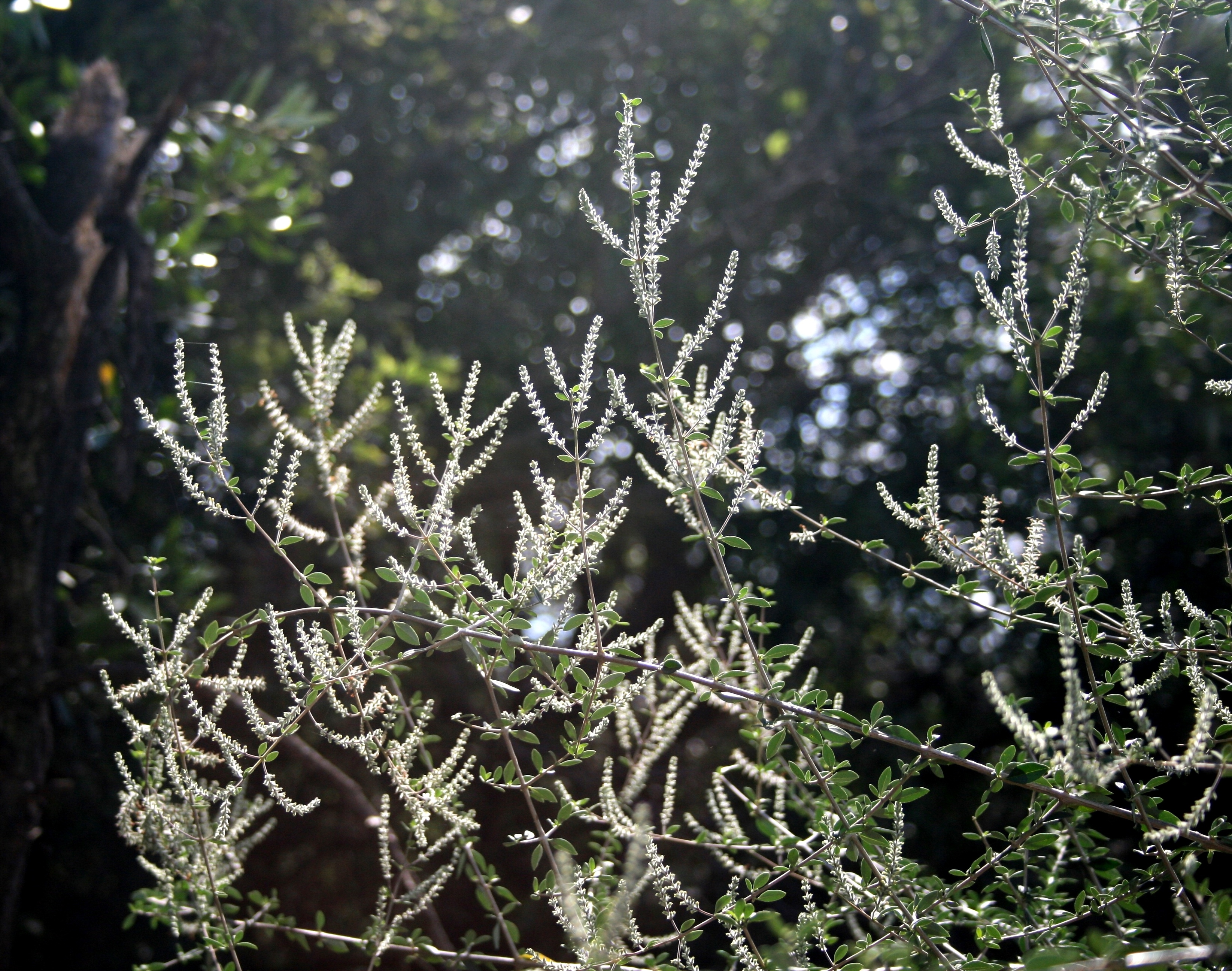
Aloysia gratissima

Miłowonka (Aloysia) – rodzaj roślin należących do rodziny werbenowatych (Verbenaceae). Obejmuje 41 gatunków. Rośliny te występują w strefie tropikalnej i subtropikalnej obu kontynentów amerykańskich od Kalifornii, Utah i Teksasu po północną część Chile i Argentyny. Rośliny te występują zwykle w formacjach suchych, zaroślowych, często rosną na terenach skalistych.
Rośliny zawierają olejki eteryczne i wiele gatunków wykorzystywanych jest do zaparzania naparów (~ herbat) wspomagających trawienie. Popularnie wykorzystywana jest zwłaszcza miłowonka trójlistkowa A. citrodora. Gatunek ten uprawiany jest także jako ozdobny, wykorzystywany do aromatyzowania likierów, sporządzania aromatycznych mieszanek ziołowych (potpourri), w przemyśle perfumeryjnym. Z drewna A. virgata wykonywane są narzędzia rolnicze.

## Morfologia
PokrójAromatyczne półkrzewy i krzewy osiągające do 5 m (większość gatunków znacznie niższa).
LiścieZimozielone lub sezonowe, okółkowe, ogonkowe, zwykle szorstkie w dotyku i gruczołowato owłosione.
KwiatyZebrane w luźne lub gęste kwiatostany groniaste lub kłosokształtne, wzniesione lub zwisające, wyrastające w kątach liści. Kwiaty są krótkoszypułkowe i wsparte drobnymi, wąskimi przysadkami. Kielich rurkowaty z czterema wyraźnymi, ostrymi lub szydlastymi ząbkami na szczycie. Płatki korony cztery w dolnej połowie zrośnięte w prostą rurkę, w górnej z rozpostartymi łatkami koloru białego, kremowego lub jasnożółtego. Pręciki są cztery, przyrośnięte do połowy rurki korony i zwykle w niej schowane, czasem dwa wystają z rurki. Zalążnia górna, dwukomorowa, w każdej komorze z pojedynczymi zalążkami. Szyjka słupka pojedyncza, cienka, krótka, z bocznym znamieniem.
OwoceSuche rozłupnie otoczone trwałym kielichem.

## Systematyka
Rodzaj z rodziny werbenowatych Verbenaceae. W przeszłości gatunki tu zaliczane włączane były do rodzaju lippia Lippia.
Wykaz gatunków
- Aloysia arequipensis Siedo
- Aloysia barbata (Brandegee) Moldenke
- Aloysia brasiliensis Moldenke
- Aloysia castellanosii Moldenke
- Aloysia catamarcensis Moldenke
- Aloysia chamaedryfolia Cham.
- Aloysia chiapensis Moldenke
- Aloysia citrodora Paláu – miłowonka trójlistkowa
- Aloysia coalcomana Siedo
- Aloysia cordata Siedo
- Aloysia crenata Moldenke
- Aloysia decipiens Ravenna
- Aloysia densispicata (K.Koch & C.D.Bouché) Moldenke
- Aloysia deserticola (Phil.) Lu-Irving & N.O’Leary
- Aloysia dusenii Moldenke
- Aloysia fiebrigii (Hayek) Moldenke
- Aloysia gentryi Moldenke
- Aloysia gratissima (Gillies & Hook.) Tronc.
- Aloysia hatschbachii Moldenke
- Aloysia herrerae Moldenke
- Aloysia macrostachya (Torr.) Moldenke
- Aloysia nahuire Gentry & Moldenke
- Aloysia oblanceolata Moldenke
- Aloysia ovatifolia Moldenke
- Aloysia peruviana (Turcz.) Moldenke
- Aloysia polygalifolia Cham.
- Aloysia polystachya (Griseb.) Moldenke
- Aloysia pulchra (Briq.) Moldenke
- Aloysia riojana (Hieron. ex Moldenke) Lu-Irving & N.O’Leary
- Aloysia salsoloides (Griseb.) Lu-Irving & N.O’Leary
- Aloysia salviifolia (Hook. & Arn.) Moldenke
- Aloysia schulziana Moldenke
- Aloysia scorodonioides (Kunth) Cham.
- Aloysia sonorensis Moldenke
- Aloysia spathulata (Hayek) Moldenke
- Aloysia tarapacana (Botta) Lu-Irving & N.O’Leary
- Aloysia trifida (Gay) Lu-Irving & N.O’Leary
- Aloysia unifacialis Ravenna
- Aloysia velutina Siedo
- Aloysia virgata (Ruiz & Pav.) Juss.
- Aloysia wrightii A.Heller